# コスモス238号
コスモス238号（Kosmos 238、ロシア語: Космос 238）は、ソユーズ3号の打上げに先立つ最後のソユーズ宇宙船試験機である。ソユーズ1号の事故後に改良された軌道マニューバシステム、大気圏再突入、降下着陸システムの試験が行われた。

## ミッション情報
- 宇宙船:ソユーズ7K-OK
- 質量:6,520kg
- 乗組員:なし
- 打上げ:1968年8月28日 10:04:00 UTC
- 着陸:1968年9月1日 09:03 UTC
- 近点:194km
- 遠点:313km
- 軌道傾斜角:51.7°
- 軌道周期:88.5分
- NSSDC ID: 1968-072A